# 로이크 페랭
로이크 페랭(Loïc Perrin, 1985년 8월 7일 ~ )은 프랑스의 전 축구 선수로, 포지션은 센터 백이다.

## 수상

### 클럽
생테티엔
- 쿠프 드 라 리그 (1): 2012–13

## 같이 보기
- 원클럽맨 명단